# 고미 요지
고미 요지 (일본어: 五味 洋治, 1958년 7월 26일 ~ ) 은 일본의 기자로 도쿄 신문에서 재직하고 있다.

## 소개
1958년 7월 26일, 나가노현 지노시에서 태어나 1982년, 와세다 대학 제일문학부를 졸업했다.
1983년, 쥬니치 신문사 도쿄 본사에 입사한 후 가와사키 지국, 문화부, 정치부를 거쳤다. 1997년, 대한민국의 연세대학교에 어학연수를 하였다. 1999년부터 2002년까지 서울지국에서 근무하고 2003년부터 2006년 중국총국에서 근무하였다. 2008년부터 2009년까지 풀브라이트 팔로워로서 미국의 조지타운대학에 재적하였다. 2012년 기준으로, 도쿄 신문 편집 위원을 맡고 있다.

## 김정남의 고백 본
2004년9월25일, 베이징 수도 공항에서 조선민주주의 인민공화국 (이하, 북한)의 외무성 부국장송일 히로시의 나와 기다리기를 하고 있었던 보도진 앞에, 당시의 북한 최고지도자이었던 김정일의 장남인 김정남이 모습을 나타냈다. 현장에 마침 그 자리에 있었던 기자들은 김정남에게 말을 거는 동시에 명함을 건네 주었다.
오미도 그 중에 1명이었지만, 김정남에게서 전자 메일이 보내져 온 것부터 복수회 메일의 교환을 주고 받았다. 그러나, 그 교환의 뒤에는 양자의 연락은 오래간만이게 끊어져 있었다.
2008년경부터 김정일의 건강불안이 전해지는 중, 이복남동생의 김정은이 김정일의 후계가 되어 삼대에 건너가는 북한의 권력세습이 행하여지는 기정노선에 불만을 가지게 된 김정남은, 2010년9월의 제3회 조선 노동당대표자회에서 김정은이 후계자로서 사실상공식화되었을 때부터 일본 미디어와 접촉하게 되었다.
김정남은 오미에도 같은 해 10월22일에 6년만이 되는 메일을 보내고, 삼대세습의 공식화로부터 1년이 지나는 2011년10월10일에 자신과의 교환을 공개하면 좋겠다고 전했다.
이것을 받은 오미는 최종적으로 150회 정도의 메일 교환뿐만 아니라, 2회에 걸치는 합계7시간의 독점 인터뷰를 마련하는 것에 성공했다.
오미는 취재를 받는 상대로서 자신이 김정남에게 뽑힌 이유를, 대부분인이 북한의 후계자 레이스로부터 빠진 김정남을 정치적으로 중요하지 않다고 생각하는 중, 자신만이 진지한 관심을 가져서 자신의 시간과 자금을 찢으면서 취재와 기사의 집필을 계속한 저널리스트이었기 때문이라고 하고 있다.
오미는 이 취재를 바탕으로, 김정남의 고백 책으로서 『아버지 ·김정일과 나』를 김정일 타계의 다음 달인 2012년1월에 출판했다. 2010년10월의 TV 아사히에 의한 인터뷰 등으로 북한의 권력세습에 대하여 김정남이 부정적인 견해를 가지고 있는 것은 이미 밝혀지고 있었지만, 동서에 의해 「이 세계에서, 정상인 사고를 가지고 있는 인간이라면, 삼대세습에 추종할 수는 없습니다」등이라고 세습을 강하게 비판하는 김정남의 발언이나 김정일도 삼대세습에 부정적이었다로 하는 증언이 공개되었다. 또 동시에, 일본을 비롯한 국외에 대한 김정남의 이해 깊이에 대해서도 명확하다가 되고, 그 내용에 대해서는 해외에서도 큰 관심을 모았다. 동서는 제44회 오야 소이치 논픽션상 후보작품이 되었다 (질문하고, 수상은 놓쳤다).

### 김정남에게서의 절연
오미는 고백 본출판의 전년인 2011년1월28일에 김정남에의 인터뷰 내용을 기사로 해서 도쿄신문에 게재하고, 삼대세습을 비판할뿐만 아니라, (김정은이 관계되어 있었다로 여겨진다) 디노미네이션의 실패를 지적한 뒤에서 북한은 중국식의 개혁 개방을 진척시켜야 하다로 하는, 김정남의 발언이 밝혀졌다. 그 기사에 관해서 경고를 받은 것으로 자신에 대하여 엄격한 본국정세와 시세의 변화를 간파한 김정남은, 오미와의 교류를 더욱 더 계속했지만, 정치에 관한 화제는 의식적으로 피하게 되었다.
같은 해 12월17일의 김정일 타계와 전후해서 자신의 입장이 더욱 불안정해지면, 김정남은 아버지의 탈상한 후에 고백 책의 출판 시기에 대해서 신중하게 생각하고 싶은 의향을 내보이게 되고, 12월31일에는 메일로 「이해를 부탁합니다. 북한의 정권이, 나에게 위험을 초래할 가능성도 있습니다. 」이라고 그 시점에서의 출판을 멈추도록 오미에 요청했다. 그러나, 이미 출판 준비를 진척시키고 있었던 오미는 「북한이 17년간 통치한 지도자를 잃고, 어느 방향을 향할지 명확치 않은 중에서, 장남의 의견을 널리 세상에 알리는 쪽이 의미가 있다」 「마사오씨의 이미지가 바뀌고, 많은 사람이 관심을 가지게 되면, 반대로 마사오씨에게 물정에 어두울 수는 없게 된다」라고 출판을 강행했다. 김정남은 오미에 대하여 「책을 발매한다면, 우리들의 관계는 끝이다」라고 전해서 연락을 끊겼다.
고백 본출판에 즈음하여 행하여진 일본 외국특파원협회에서의 회견으로, 오미는 「(도쿄신문을) 리타이어 하면, 그가 정말인 친구가 친숙해지면 기대하고 있다」라고 말하고 있었지만, 고백 책의 출판이후에 김정남이 오미로부터의 전화나 메일에 응답할 일은 없고, 양자의 교류가 재개될 일은 없었다. 한편, 오미와 동일하게 김정남과 컨택트를 잡으면서도 그 공표를 삼가하고 있었던 아사히신문의 미네무라 겐지와 김정남의 관계는 고백 본출판후도 계속하고 있었다. 또, 시기는 불분명하지만 고백 본출판후, 프리 라이터의 이책이 기사로 하지 않는 것을 조건에 컨택트를 시도한 곳, 김정남은 「기자는 그렇게 말하면서, 결국은 쓰지 않은가」라고 완고하게 막았다.
김정남에의 인터뷰에 동행하고 있었던 오미의 아내도 고백 본출판에는 반대하고 있어, 김정남과의 연락이 끊어져서 이후, 「(김정남은) 정말 상냥할 것 같은 사람이었다. 책이 나와서 쇼크를 받은 것은 아니어. 저 사람과라면 평생의 친구가 친숙해졌다고 생각한다. 」이라고 오미를 타이르고 있었다라고 한다.

### 출판후의 북한의 동향과 김정남의 죽음
한국 국가정보원이나 중국 관계자의 이야기로서, 김정은이 정권을 취득해서 이후의 북한에서는, 김정남 암살의 지시가 계속적으로 내놓아, 암살 부대도 조직되고 있었던 것이 보도되고 있다.
그것에 의하면, 고백 본출판과 같은 해에 2012년에는, 북한 스파이와 보여지는 인물에 의한 김정남의 암살이 중국 당국에 의해 저지된 사건이 실제로 베이징에서 발생하고 있어, 김정남은 출판에 3개월후에 맞는 같은 해 4월에서 「나와 가족을 돕으면 좋겠다」라고 암살 지령의 철회를 추구하는 구명 탄원서를 김정은에 보내고 있었다로 여겨진다. 이 보도는 타이밍이 가까운 고백 책의 출판과 암살 지령과의 관련성을 시사하는 것이 아니지만, 사실이라면, 오미가 출판에 즈음하여 주장하고 있었던 고백 책에 의한 북한에의 억제 효과는 완전히 일하지 않고 있게 된다.
김정남은 김정은이 본격적인 통치가 시작되고 나서는 대부분 북한에는 돌아가지 않고, 과거의 세습 비판을 후회해서 김정은이 용서하으면 좋겠다면 주위에 계속해서 새게 하고 있었다로 여겨진다.
고백 본출판으로부터 5년후의 2017년2월13일, 김정남은 말레이시아의 콸라룸푸르국제 공항에서 습격되어, 같은 날 사망했다. 전이데의 이책은, 김정일의 조카이며 김정남의 종형제가 되는 이 한 긴이 북한의 폭로 책을 출판해 암살된 것과의 유사성을 지적하고 있다.
오미는 4일후의 2월17일에 일본 외국특파원협회에서 회견을 열리고, 김정남의 죽음에 대해서 아내와 함께 대단히 쇼크를 받고 있다로 하면서, 「그(김정남)의 주장을 간단히 요약하면, 북한의 체제 본연의 자세에 비판적이었다라고 하는 것은 한다. (중략) 이 발언을 보도하거나, 책으로 한 것으로 그가 암살되었다고 여러분이 생각이라면, 오히려 이러한 발언으로 1명의 인간을 말살한다고 하는, 그쪽의 방법에 초점이 지명 당해야 하지요. 」이라고 말하고, 자신의 다망이나 심리상황을 이유로서 옛날부터 관계가 있는 미디어이외로부터의 이것 이후의 취재는 기본적으로는 접수하지 않는다고 하고 있다.